# 阿瑞斯公園
阿瑞斯公園（希臘語：Πεδίον του Άρεως or Πεδίον Άρεως）是位於希臘首都雅典的一座公園，也是雅典面積最大的公園之一。公園設計於1934年，創建目的是為了紀念1821年希臘獨立革命中的英雄。
Template:雅典地標